# Max Verstappen
Max Emilian Verstappen (* 30. září 1997 Hasselt) je belgicko-nizozemský automobilový závodník, který pod nizozemskou vlajkou závodí ve formuli 1 za tým Red Bull. Je čtyřnásobným mistrem světa ve Formuli 1, tituly získal v sezónách 2021–2024. Stal se nejmladším pilotem F1 v historii, když debutoval během Grand Prix Austrálie 2015 ve věku 17 let a 166 dnů. Je synem bývalého jezdce F1 Jose Verstappena.
V dubnu 2022 získal během virtuálního ceremoniálu vysílaného ze Sevilly jako první nizozemský sportovec cenu Laureus, označovanou za sportovního Oscara, pro nejlepšího sportovce roku 2021.
Celkem ve Formuli 1 vyhrál 65 závodů, získal 44 pole position, zajel 34 nejrychlejších kol a 117krát skončil mezi třemi nejlepšími. S Red Bullem má uzavřenou smlouvu do roku 2028.

## Rodina
Přestože se narodil v belgickém městě Hasselt belgické matce a nizozemskému otci, Josi Verstappenovi, žil v Belgii a cestuje s belgickým pasem, se Max Verstappen rozhodl závodit s nizozemskou závodní licencí, neboť během kariéry v motokárách byl obklopen Nizozemci, když vyrůstal v belgickém městě Maaseik, které leží na hranici s Nizozemskem. Od října 2020 žije s Kelly Piquet. V prosinci 2024 oznámili, že čekají dítě. V květnu 2025 se jim narodila dcera Lily.

## Juniorská kariéra

### Motokáry
Začal závodit na motokárách ve věku 4 a půl let. Účastnil se šampionátu Mini Junior ve své domácí provincii Limburk. V roce 2006 postoupil do třídy Rotax Max Minimax a vyhrál belgický šampionát. O rok později zvítězil v nizozemském mistrovství v kategorii Minimax. Poté vyhrál nizozemský a belgický šampionát kategorie Minimax a rovněž zvítězil v belgickém mistrovství kadetů.
V roce 2009 s týmem Pex Racing vyhrál vlámské mistrovství kategorie minimax a belgický šampionát KF5. O rok později vstoupil na mezinárodní scénu motokárových závodů. Jezdil za tovární tým CRG na mistrovství světa a Evropy. V kategorii KF3 dojel druhý za zkušeným Alexanderem Albonem. Toho porazil v evropské sérii WSK. V téže kategorii vyhrál i ve světové sérii, kde porazil Rumuna Roberta Vișoiu.
Roku 2011 zvítězil v seriálu WSK Euro Series. O rok později byl vybrán do jezdeckého programu Intrepid, kde závodil v třídách KF2 a KZ2. Ve třídě KF2 vyhrál WSK Master Series a South Garda Winter Cup.
Na konci roku oznámil, že by rád opustil Intrepid, krátce pracoval s motokárami Alexe Zanardiho, poté se vrátil do továrního týmu CRG. V závodech SKUSA SuperNationals ve třídě KZ2 skončil na 21. místě. V roce 2013 vyhrál evropské šampionáty tříd KF a KZ. V 15 letech vyhrál mistrovství světa třídy v nejvyšší motokárové kategorii KZ1.

### Automobilové závody
Poprvé testoval závodní vůz 11. října 2013 na okruhu Pembrey Circuit. Ujel 160 kol ve formuli Renault Barazi-Epsilon FR2.0-10 u týmu Manor MP Motorsport. V prosinci 2013 testoval formuli 3 značky Dallara u týmu Motopark Academy. Na Circuito de Jerez si později znovu vyzkoušel formuli Renault u týmu Josef Kaufmann Racing. Debutoval v seriálu Florida Winter Series.

### Formule 3

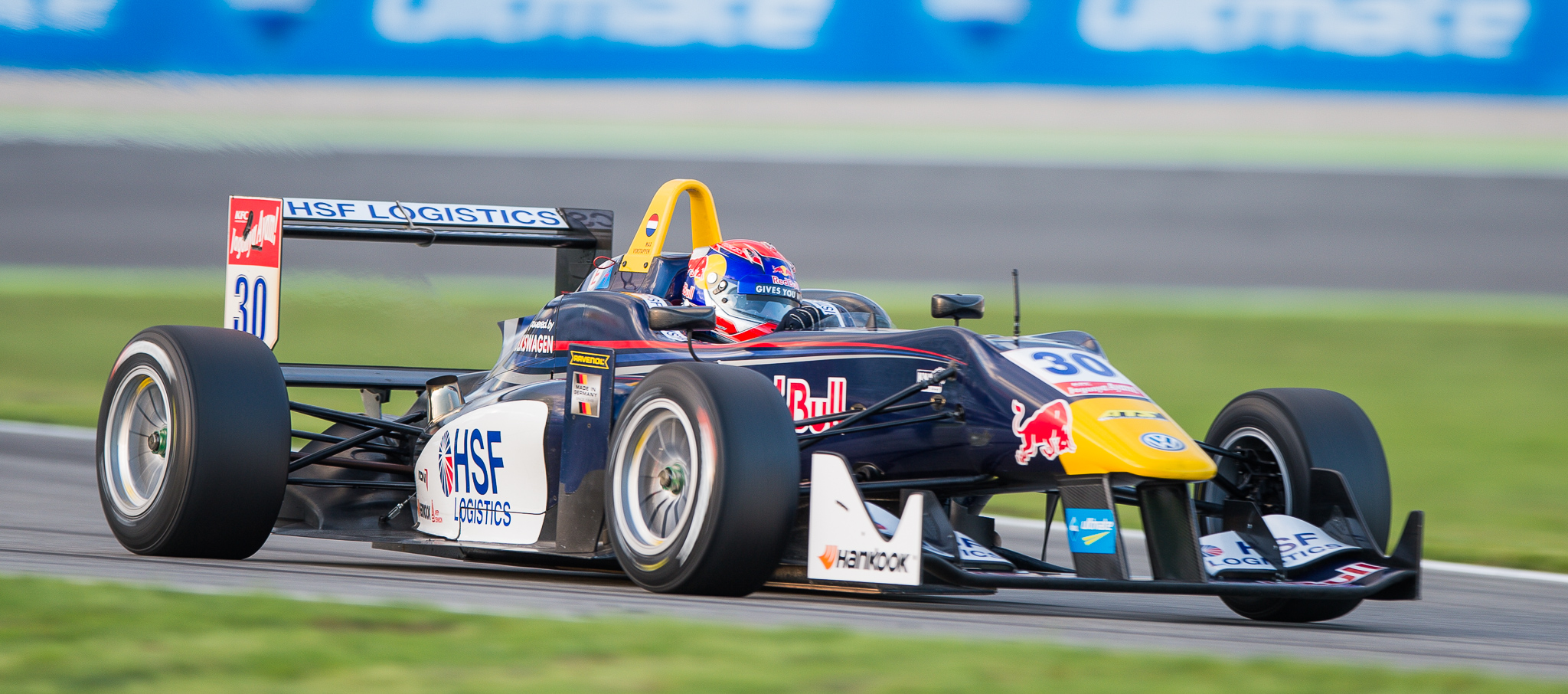
Verstappen závodící ve formuli 3

V roce 2014 závodil v evropském šampionátu Formule 3 za tým Van Amersfoort Racing. Ve své první sezoně skončil třetí za vítězem Estebanem Oconem a druhým Tomem Blomqvistem.

## Formule 1

### Scuderia Toro Rosso (2014–2016)

#### 2014
V srpnu 2014 se stal členem Red Bull Junior Team, i když zvažoval i nabídku Mercedesu na účast v jejich rozvojovém programu. O šest dní později byl potvrzen jako jezdec Scuderie Toro Rosso pro sezonu 2015.
Zúčastnil se prvního volného tréninku Grand Prix Japonska 2014 a stal se tak nejmladším jezdcem v historii, který se během závodního víkendu objevil na trati. Připravoval se tak na následující rok u týmu Scuderia Toro Rosso.

#### 2015

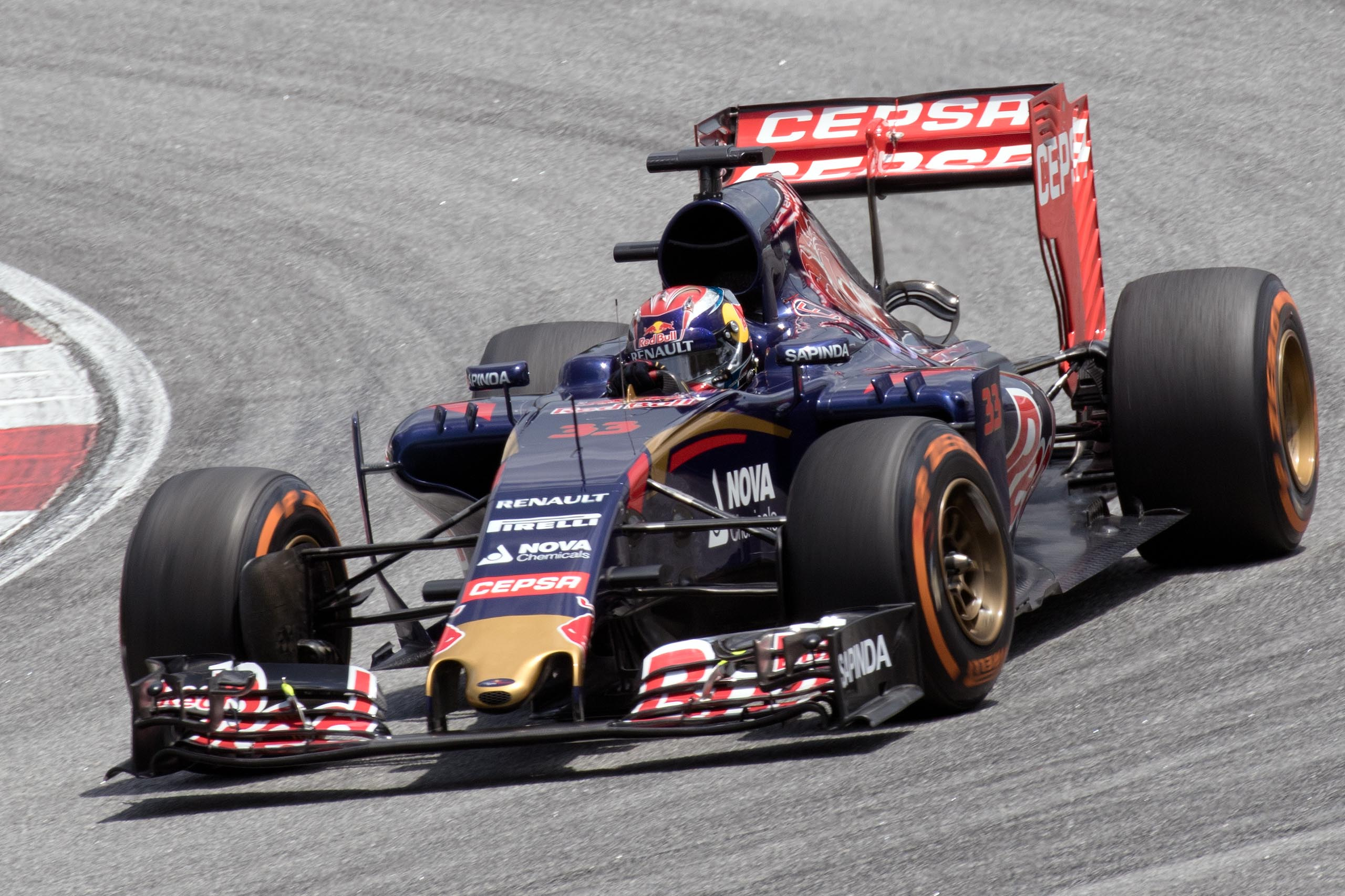
Verstappen ve voze Toro Rosso při Grand Prix Malajsie 2015

V lednu 2015 oznámila FIA změnu systému vydání super licencí, kdy zvýšila věkový limit na 18 let od sezony 2016. Verstappen se stal nejmladším pilotem, který kdy v F1 startoval, když debutoval v Grand Prix Austrálie 2015 ve věku 17 let a 166 dní, čímž překonal skoro o dva roky rekord Jaime Alguersuariho. Ve svém prvním závodě držel bodovanou pozici, poté kvůli poruše motoru odstoupil. V následujícím závodě v Malajsii se kvalifikoval šestý a závod dokončil na 7. pozici, čímž získal své první body ve formuli 1 ve věku 17 let a 180 dní a stanovil tak nový rekord. V Číně vypadl v posledním kole pro poruchu motoru, v Bahrajnu nedokončil kvůli problémům s elektronikou, ve Španělsku obsadil 11. místo. Grand Prix Monaka nedokončil po kolizi s Romainem Grosjeanem. V Kanadě dojel patnáctý. V Rakousku bodoval 8. místem. Grand Prix Velké Británie nedokončil. Na Hungaroringu kolidoval s Valtteri Bottasem, přesto dojel čtvrtý. Ve zbývajících 9 závodech sezóny bodoval sedmkrát. V USA zopakoval svůj nejlepší výsledek sezóny, když dojel na 4. místě.

#### 2016
Sezónu začal v Toro Rossu společně s Carlosem Sainzem. V prvním závodě sezóny v Austrálii se kvalifikoval na 5. místě a v závodě dojel 10. V dalším závodě v Bahrajnu dojel na 6. místě.

### Red Bull Racing (2016–)

#### 2016
Po Grand Prix Ruska vedení Red Bull Racing rozhodlo o výměně jezdců mezi hlavním a „juniorským“ týmem. Max Verstappen tak u hlavního týmu Red Bull Racing nahradil Danilla Kvjata, jenž přesedlal do týmu Toro Rosso. Jeho první Grand Prix pro Red Bull Racing byla Grand Prix Španělska 2016. Do závodu odstartoval ze 4. místa. Po startu využil nehody vedoucích Mercedesů Lewise Hamiltona a Nico Rosberga a dostal se na druhé místo za svého týmového kolegu Daniela Ricciarda. Během závodu se díky své závodní strategii dostal na 1. místo. Po zbytek závodu odolával útokům Kimiho Räikkönena a nakonec dokázal Verstappen v tomto závodě vyhrát. Tím se stal nejmladším vítězem Velké ceny, čímž překonal rekord Sebastiana Vettela. Stal se také nejmladším jezdcem na pódiu a nejmladším jezdcem, který vedl kolo závodu.

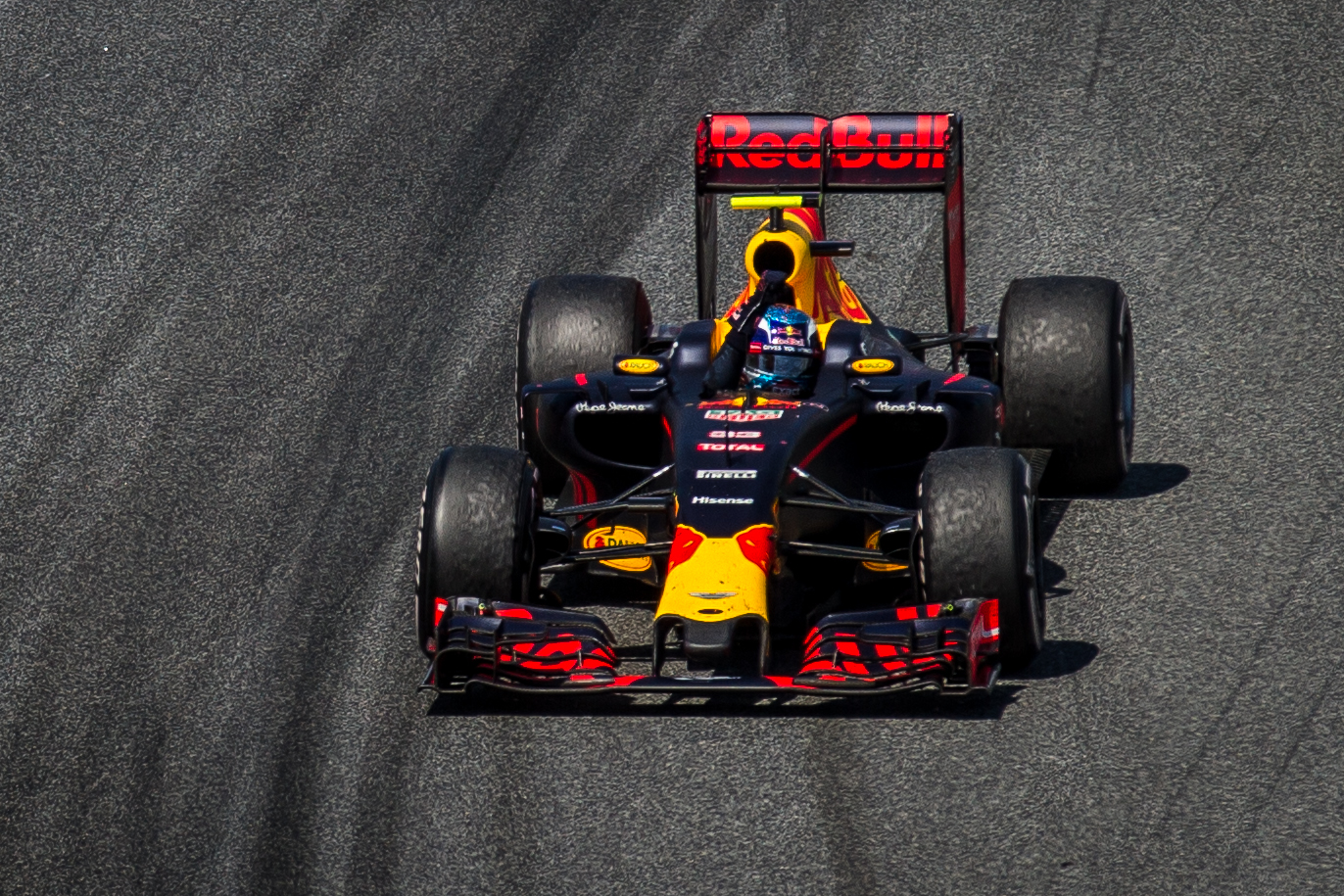
Verstappen slaví vítězství v Grand Prix Španělska 2016

Ve svých prvních 8 závodech za Red Bull dojel šestkrát mezi pěti nejlepšími, z toho čtyřikrát na pódiu.
Během Grand Prix Belgie byl součástí několika incidentů. V první zatáčce závodu kolidoval s Räikkönenem, poté se zapletl do menších incidentů s Vettelem a Sergio Pérezem. Na rovince Kemmel poté agresivně zablokoval Räikkönena, který se jej snažil předjet. Kvůli tomuto incidentu zavedla FIA nové pravidlo o zákazu změny směru při brzdění, které mezi fanoušky vzešlo v známost jako „Verstappen rule“ (pravidlo bylo poté v roce 2017 opět zrušeno).
Do Velké ceny Brazílie se kvalifikoval na 4. místě. V deštivém závodě byl 15 kol před koncem kvůli výměně gum až na 16. místě, i tak ale po působivé jízdě dokázal dojet na 3. místě. Týmový ředitel Red Bullu Christian Horner to nazval „jednou z nejlepších jízd, co kdy v F1 viděl“.

#### 2017
Sezónu 2017 nezačal Verstappen vůbec dobře. V prvních 14 závodech sedmkrát nedojel, když čtyřikrát odstoupil kvůli mechanickým problémům a třikrát kvůli kolizím v prvním kole závodu (ve Španělsku, Rakousku a Singapuru). V patnáctém závodě sezóny si však v Malajsii dojel pro své druhé vítězství v kariéře, na které navázal druhým místem v Japonsku. V dalším závodě v USA dojel třetí, byl ale klasifikován jako 4., jelikož jeho předjetí Räikkönena v posledním kole závodu bylo nelegální. V Mexiku předjel hned na startu Sebastiana Vettela a dostal se do vedení v závodě, které dokázal proměnit ve svou třetí výhru v kariéře.

#### 2018
Sezónu 2018 opět nezačal nejlépe, když byl v každém z prvních šesti závodů sezóny zapleten do minimálně jednoho incidentu. Do Grand Prix Austrálie se kvalifikoval na 4. místě, v závodě se však propadl za Kevina Magnussena, a když se jej snažil předjet, tak si poškodil auto. Následně se v zatáčce otočil a propadl se pořadím. Díky strategii a odstoupení aut před ním dojel na 6. místě. V kvalifikaci na Grand Prix Bahrajnu měl nehodu a kvalifikoval se až na 15. místě. V závodě hned v prvním kole získal několik pozic, ovšem když se snažil na začátku druhého kola předjet Lewise Hamiltona, kolidoval s ním a poškodil si zavěšení, což vedlo k odstoupení ze závodu. V Číně odstartoval z 5. místa, ale již na konci prvního kola byl na třetím místě. Díky skvělé strategii Red Bullu, který Verstappena a jeho týmového kolegu Ricciarda povolal do boxu pro nové gumy, byly Red Bully ke konci závodu nejrychlejšími vozy na trati. Verstappen však během pokusu o předjetí Hamiltona vyjel z tratě a byl předjet Ricciardem. Hamiltona později předjel, ale následně kolidoval s lídrem šampionátu Sebastianem Vettelem, když se jej snažil předjet. Za tento incident byl potrestán desetisekundovou penalizací, která jej ze 4. místa v cíli posunula na 5. místo v klasifikaci. Jeho týmový kolega Ricciardo závod vyhrál.
V Ázerbájdžánu po většinu závodu bojoval o 4. pozici s Ricciardem. Ricciardo z tohoto místa startoval, Verstappen se však díky vyjetí safety caru dostal před něj. Ricciardo jej následně po mnoha pokusech předjel, ale Verstappen se po pit stopu opět dostal dopředu. Ricciardo se jej opět snažil předjet, po agresivní obraně Verstappena však najel do zádě jeho vozu a oba piloti museli kvůli poškození odstoupit. Tým i stevardi z kolize vinili oba jezdce. Ve Španělsku dojel na 3. místě, i přes menší incident s Lance Strollem. Během třetího tréninku na Velkou cenu Monaka narazil do bariéry a kvůli poškození vozu nemohl nastoupit do kvalifikace – do závodu tedy odstartoval z poslední, dvacáté, pozice. V závodě skončil na 9. místě, zatímco Ricciardo závod vyhrál.
Do Grand Prix Kanady odstartoval ze třetího místa a v prvním kole bojoval s Valtteri Bottasem o druhé místo. Souboj však přerušil výjezd safety caru a Verstappen dojel do cíle na 3. místě. Na pódiu, konkrétně na 2. místě, dojel i v následujícím závodě ve Francii. V Rakousku, na trati Red Bull Ring, domácí trati týmu Red Bull, startoval ze čtvrtého místa. V závodě předjel třetího Räikkönena, druhý Bottas odstoupil kvůli poruše a lídr závodu Hamilton měl pomalý pit stop. Verstappen se tak dostal do vedení závodu, které udržel a získal své čtvrté kariérní vítězství.
V Británii kvůli poruše brzd odstoupil, v Německu dojel 4. a první část sezóny zakončil v Maďarsku odstoupením v pátém kole závodu kvůli poruše motoru Renault.
Druhou část sezóny měl velmi silnou – v devíti závodech skončil sedmkrát na pódiu, včetně výhry v Mexiku. V USA dojel po startu z osmnáctého místa na 2. místě. V Brazílii si jel z 5. místa pro vítězství, když vedl po předjetí Räikkönena, Vettela, Bottase a Hamiltona. Narazil do něj ovšem Esteban Ocon, který jel o kolo zpět, a Verstappen se propadl na druhé místo ve prospěch Hamiltona. Ocon byl potrestán desetisekundovou stop and go penalizací, nejpřísnějším trestem před diskvalifikací. Po závodě Verstappen Ocona fyzicky konfrontoval, za což mu FIA udělila trest dvou dnů veřejně prospěšných prací. Sezónu zakončil třetím místem v Abu Zabí.

#### 2019
Pro sezónu 2019 dostal Verstappen nového týmového kolegu Pierre Gaslyho, když jeho bývalý týmový kolega Ricciardo odešel do Renaultu. Vozy Red Bull v tomto ročníku poprvé používaly motory Honda, které mezi lety 2015–2017 bez větších úspěchů používaly vozy McLaren a od roku 2018 juniorská stáj Red Bullu Toro Rosso. Do prvního závodu sezóny v Austrálii se Verstappen kvalifikoval na čtvrtém místě a v závodě dojel na třetím místě, čímž pro Hondu získal první pódiové umístění od Grand Prix Velké Británie v roce 2008. V dalším závodě v Bahrajnu dojel na čtvrtém místě, když mu safety car zabránil předjet porouchané Ferrari Charlese Leclerca o třetí místo. V dalších dvou závodech, v Číně a v Ázerbájdžánu, dojel taktéž na čtvrtém místě a v následujícím závodě ve Španělsku dojel na místě třetím. Do Grand Prix Monaka se kvalifikoval na 3. místě a ke konci závodu bojoval o vítězství s Mercedesem Lewise Hamiltona – závod dojel na druhém místě, ovšem kvůli pětisekundové penalizaci za nebezpečný výjezd z pit stopu se propadl na čtvrté místo.

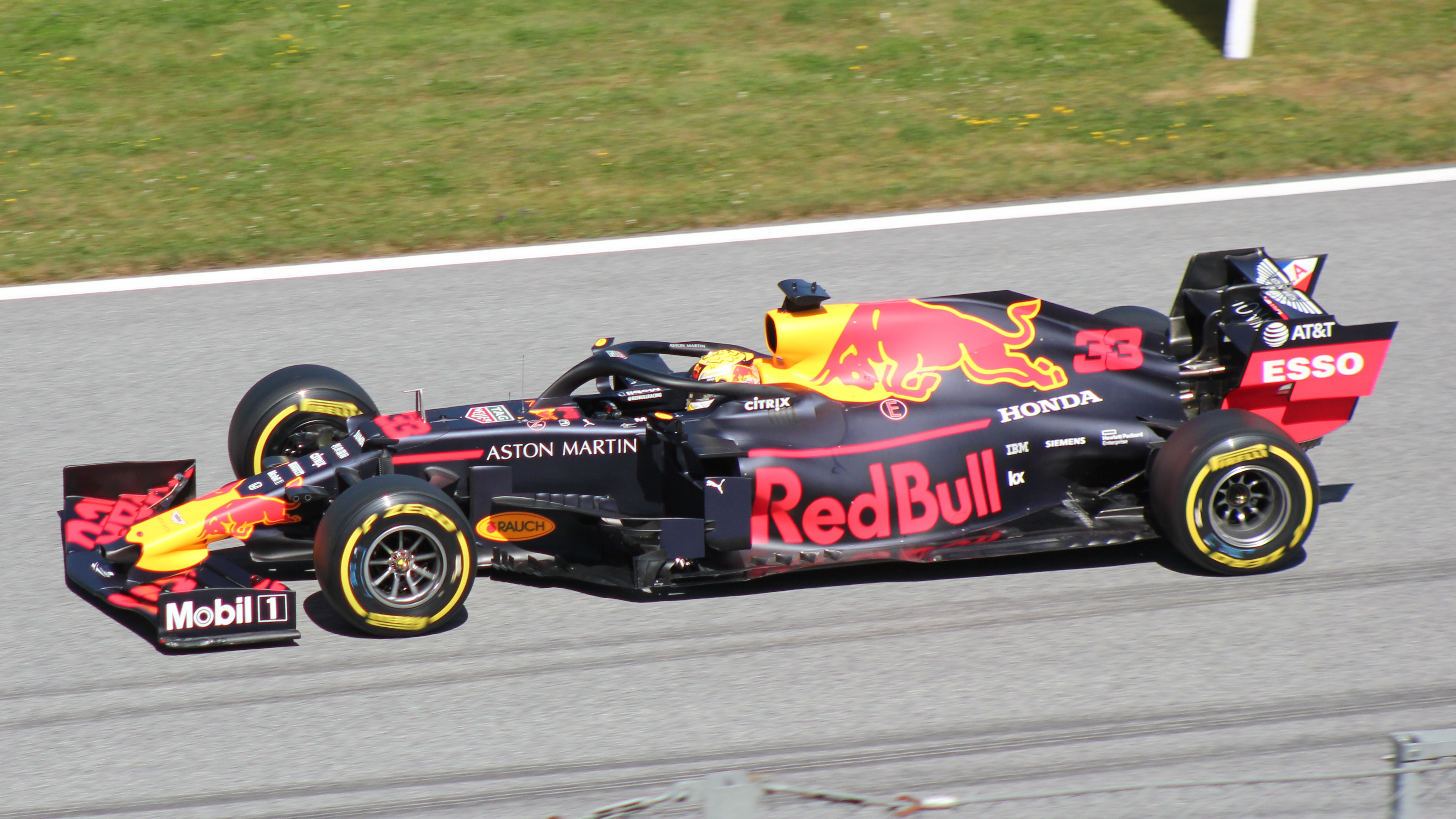
Verstappen při Grand Prix Rakouska 2019, kterou vyhrál

V Kanadě se kvalifikoval až na jedenáctém místě, jelikož kvůli nehody Kevina Magnussena a následným červeným vlajkám nestihl zajet své ostré kvalifikační kolo. V závodě dojel na pátém místě, i před svým trápícím se kolegou Gaslym. Ve Francii se kvalifikoval a v závodě dojel 4. Do Grand Prix Rakouska se kvalifikoval na druhém místě, nepovedl se mu ovšem start, po kterém se propadl až na osmé místo. V závodě měl však skvělé tempo, ztracené pozice získal zpět, tři kola před koncem závodu předjel vedoucího Leclerca a závod vyhrál. Jednalo se o první vítězství pro vůz poháněný motorem Honda od Grand Prix Maďarska 2006. V dalším závodě ve Velké Británii jel na pódiovém 3. místě, ve finální části závodu do něj však narazil Sebastian Vettel a propadl se tak na místo páté.
Do deštivé Grand Prix Německa odstartoval z druhého místa, start se mu ovšem opět nepovedl a propadl se pořadím. Stejně jako v Rakousku ale dokázal ztracené pozice získat zpět a poté, co lídr závodu Hamilton havaroval, závod vyhrál. V kvalifikaci na Grand Prix Maďarska získal své první kariérní pole position a většinu závodu vedl, ve finální fázi závodu jej však po povedené strategii předjel Hamilton a Verstappen tak dojel druhý. Po Grand Prix Maďarska, která značí konec první půle sezóny, byl Verstappen v šampionátu těsně třetí za pilotem Mercedesu Valtteri Bottasem, a kvůli jeho konzistentnosti (nedojel hůře, než pátý) se o něm mluvilo jako o největším vyzyvateli Hamiltona o titul.

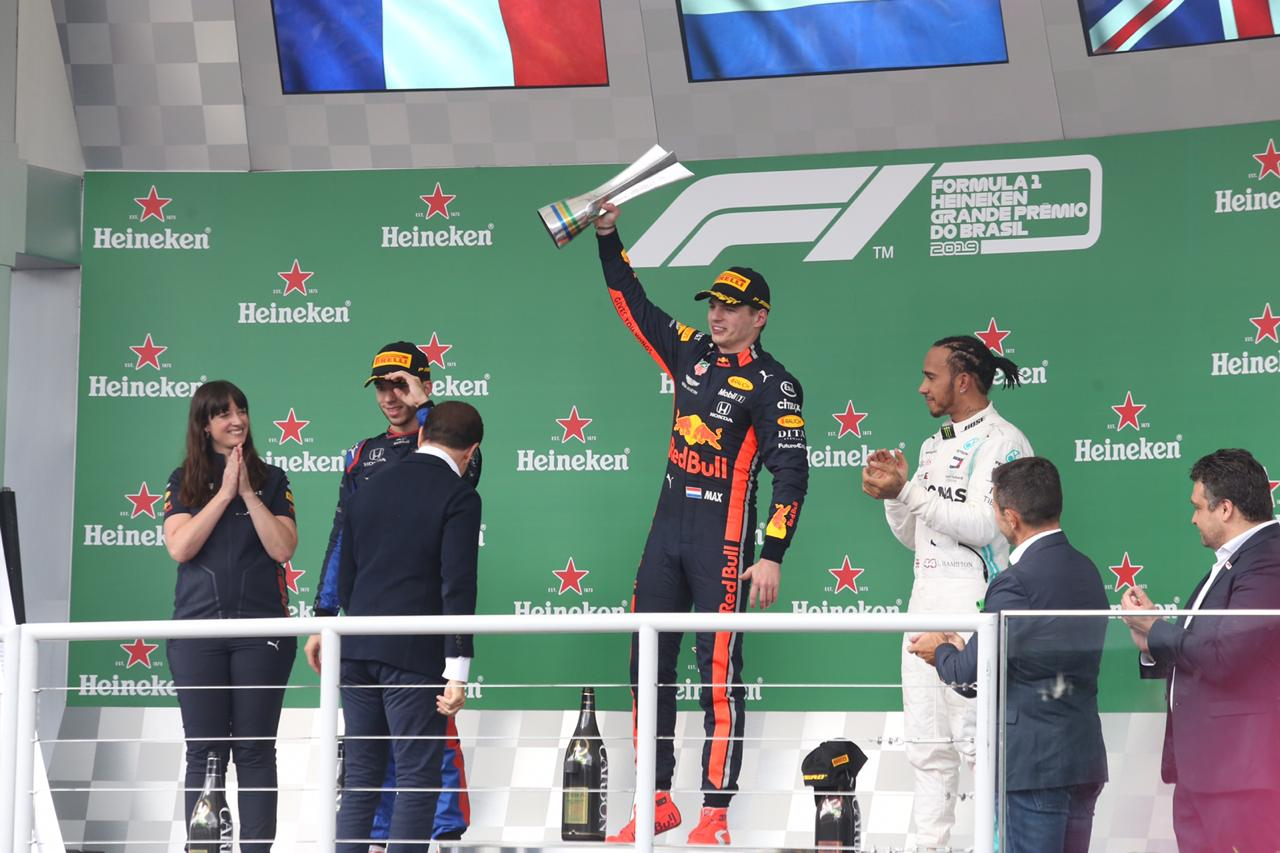
Verstappen slaví vítězství v Grand Prix Brazílie 2019

Během letní pauzy před Grand Prix Belgie dostal Verstappen nového týmového kolegu Alexandra Albona, který z důvodu neuspokojivých výsledků nahradil v Red Bullu Gaslyho. Závod v Belgii skončil pro Verstappena neúspěchem, jelikož po kolizi s Kimi Räikkönenem musel odstoupit ze závodu již v prvním kole. V Itálii kvůli penalizaci za výměnu komponentů startoval z posledního místa a dojel osmý. V následující Grand Prix Singapuru se vrátil na pódium, když dojel třetí. V Rusku dojel 4. a v dalším závodě v Japonsku musel po kolizi s Leclercem odstoupit v prvním kole.
V kvalifikaci na Grand Prix Mexika zajel nejrychlejší čas, byl však penalizován za nerespektování žlutých vlajek a startoval z místa čtvrtého. V závodě kolidoval s Bottasem a propadl se na poslední místo, dokázala však získat zpět ztracené pozice a závod dokončil na šestém místě. V USA dojel na třetím místě, na které navázal silným výsledkem v Brazílii, kde získal pole position, které poté proměnil v jeho třetí vítězství v sezóně. Sezónu zakončil druhým místem v Abu Zabí.
V sezóně 2019 skončil v šampionátu na třetím místě a získal 278 bodů – zatím nejvíce v kariéře. Třikrát zvítězil, devětkrát stanul na pódiu, dvakrát získal pole position a třikrát zajel nejrychlejší kolo.

#### 2020

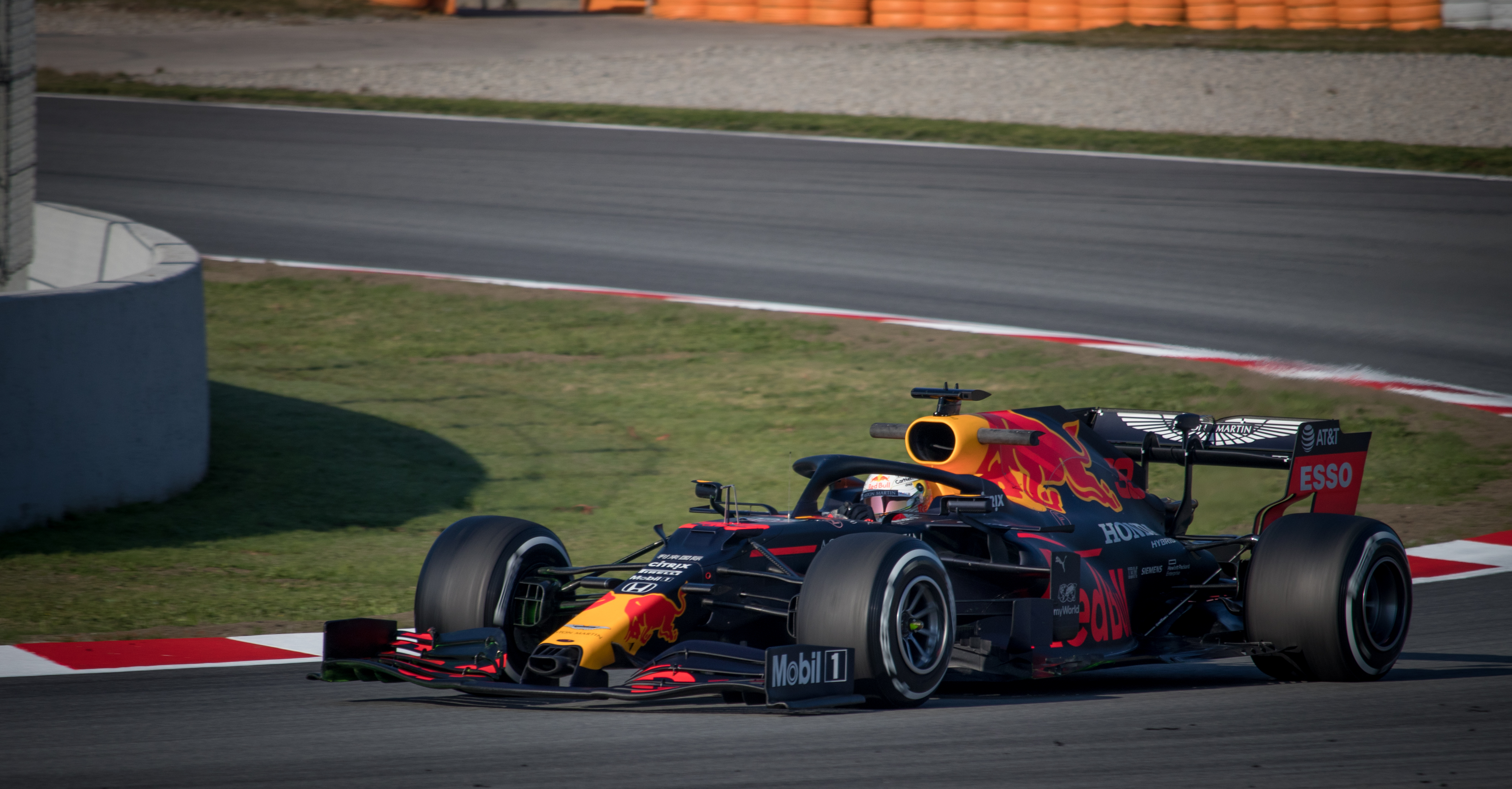
Verstappen během předsezónních testů v Barceloně

Sezóna 2020 nezačala pro Verstappena vůbec dobře, z důvodu pandemických opatření se začalo až v Rakousku a Verstappen nedojel, po zbytek sezóny se však nizozemský jezdec docela držel. Při VC Štýrska skončil na 3. místě, následně při VC Maďarska a Británie získal místo 2. Své první vítězství sezóny si odvezl ze 70. výročí F1 v Silverstonu. Neúspěch se mu však vrátil, když v Monze a Turínu nedojel a ztratil tím spoustu bodů. Následně při VC Ruska a Německa získal opět druhá místa a maličko tím dohnal ztrátu z Itálie. V Portugalsku dojel 3. a začal opět dohánět Bottase, který měl náskok pouhých 17 bodů. V Imole se mu nedařilo Bottasův náskok zmenšit, protože nedojel a Bottas skončil 2. V Turecku se mu povedlo dojet šestý, Bottas byl až na 14. místě takže měl Verstappen ještě světlo naděje, avšak Bottas měl stále 27 bodů navrch. V Bahrajnu jeho naděje stále žila, když Verstappen dojel 2. a Bottas až 8. Bottas vedl o pouhých 12 bodů, ale Verstappen si byl vědom toho, že má pouze 2 závody na to, aby jeho náskok stáhl. Bohužel Vertappen při VC Sachíru nedojel a naděje na 2. místo v šampionátu se vypařily. Poslední závod sezóny v Abú Zabí se Verstappen kvalifikoval 1. a po závodě dlouhém 55 kol si svou pozici udržel a zakončil tak svou sezónu vítězstvím. Verstappen tak stejně jako v sezóně 2019 skončil na 3. místě s 214 body. Odnesl si 11 pódií, z toho 2 vítězství a ze závodu musel odstoupit pětkrát. Na konci sezóny se Max Verstappen dozvěděl, že jeho novým týmovým kolegou pro sezónu 2021 bude 30letý Mexičan z Racing Pointu Sergio Perez.

#### 2021

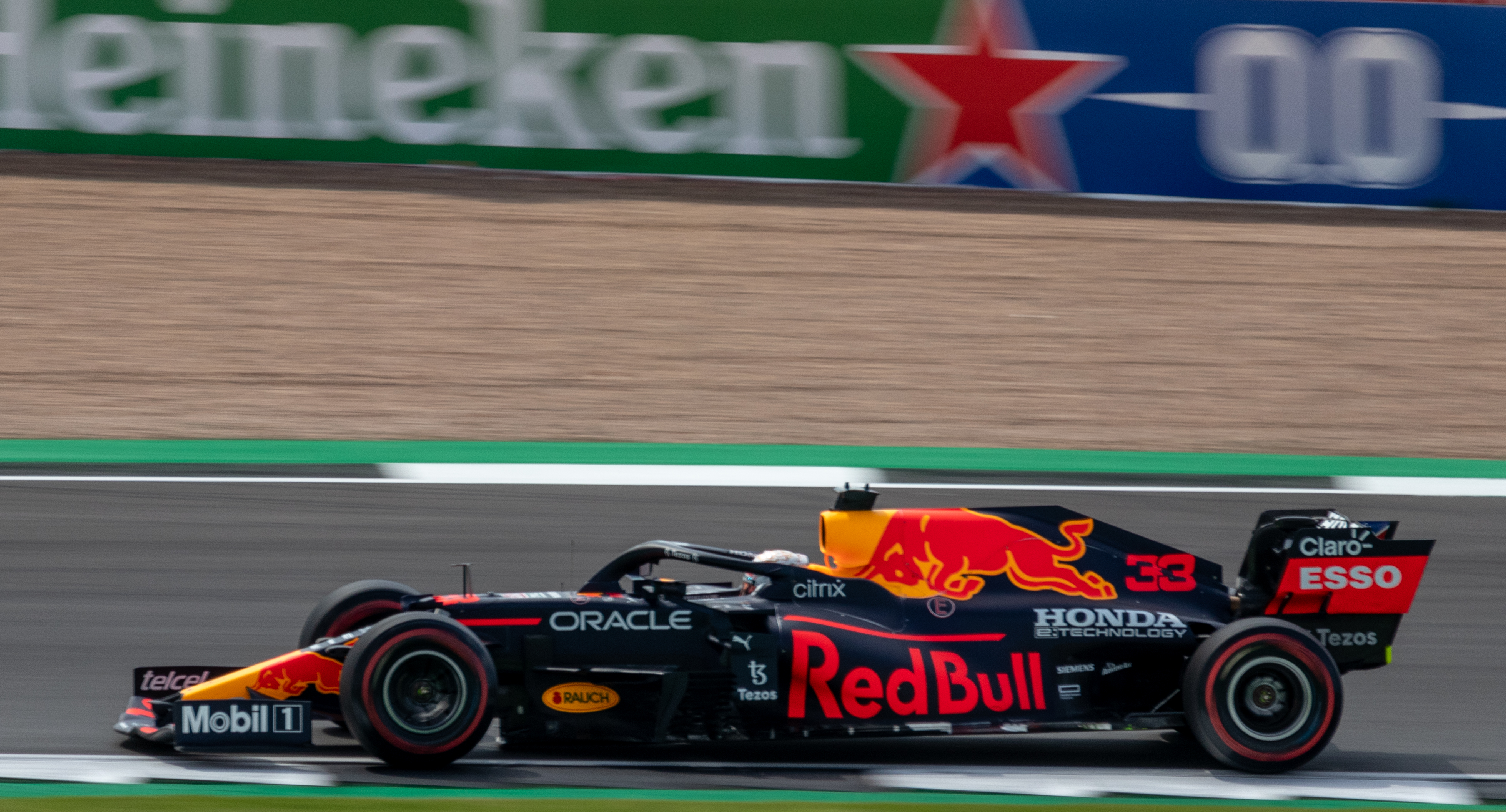
Verstappen v Grand Prix Velké Británie

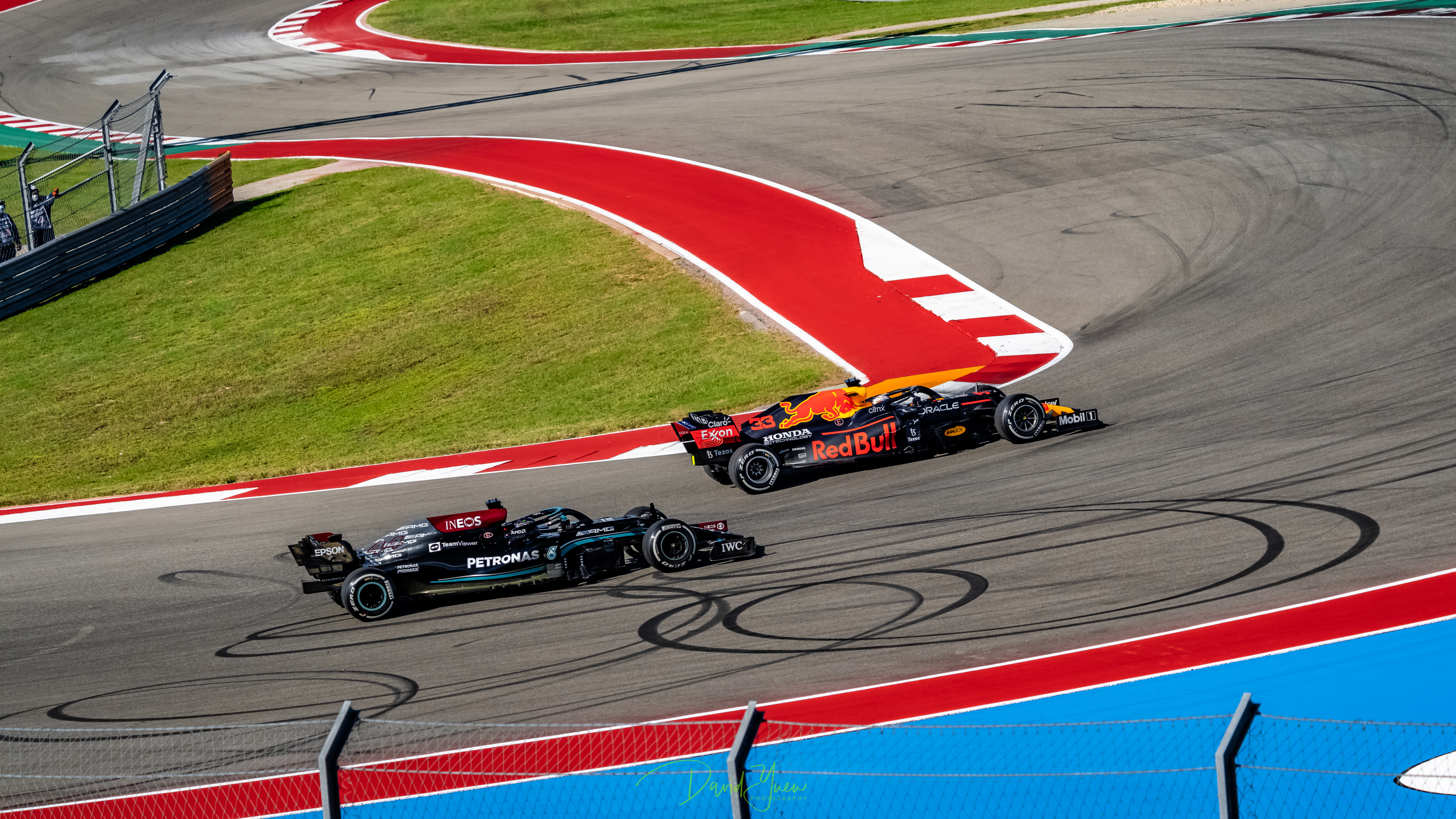
Verstappen bojuje s Hamiltonem v Grand Prix USA

Rok 2021 začal pro Verstappena skvěle. Hned v druhém závodě zvítězil na okruhu v Imole, přičemž následovala dvě druhá místa z Portugalska a Španělska. První zlom sezóny přišel v Monaku. Tou dobou vedoucí muž šampionátu, Lewis Hamilton, nezvládl kvalifikaci a do závodu odstartoval až sedmý, přičemž na této pozici i závod dokončil. Verstappen naopak v kvalifikaci skončil druhý, díky selhání převodovky na voze Charlese Leclerca v přípravném kole ale nakonec startoval z první pozice a závod také vyhrál a poprvé v kariéře stanul ve vedení šampionátu. Hned v dalším závodě Verstappena postihl defekt a ve vysoké rychlosti havaroval. V čele šampionátu se nic neměnilo, druhý Hamilton pokazil opakovaný start dvě kola před koncem a nakonec dojel mimo bodované pozice. Následovaly další tři výhry pro Verstappena, a to ve Francii a v obou závodech na rakouském Red Bull Ringu. Verstappen tou dobou vedl šampionát o 32 bodů.
Druhý zlom přišel ve Velké ceně Velké Británie, ve které byl poprvé představen nový formát závodního víkendu obsahující sobotní F1 Sprint. Hamilton vyhrál páteční kvalifikaci, Verstappen skončil druhý. Ve sprintové kvalifikaci se pozice prohodily, do závodu tedy startoval z prvního místa Verstappen následovaný Hamiltonem. Závod pro Verstappena nicméně skončil poměrně záhy. Už v prvním kole došlo ke střetu mezi ním a Hamiltonem. Hamilton se pokusil Verstappena předjet do zatáčky Copse, ani jeden nicméně neprojeli zatáčku ideálně, Hamilton zezadu naboural do Verstappenova vozu, který v plné rychlosti narazil do ochranné bariéry. Verstappen byl po této nehodě převezen do nemocnice, ale vyvázl bez zranění. Hamilton nakonec i přes penalizaci závod vyhrál a stáhl Verstappenovo vedení na osm bodů. Šlo o první ze série kontroverzních závodů této sezóny.
Hned v dalším závodě, Velké ceně Maďarska, došlo k další kontroverzi a zlomu ve vývoji sezóny. Verstappen startoval druhý, pole position obsadil opět Hamilton. Na startu došlo k hromadné nehodě, při níž Verstappenův Red Bull výrazně poškodil Hamiltonův týmový kolega Bottas. Po bláznivém průběhu Verstappen dojel devátý. Jeho rival Hamilton po diskvalifikaci Vettela skončil druhý a vrátil se do vedení šampionátu.
O návrat do čela se Verstappen mohl pokusit již v dalším závodě ve Spa. Kvůli hustému dešti se nicméně závod nakonec neodjel. Byly uděleny poloviční body, které odpovídaly pořadí, v jakém se jezdci seřadili před začátkem závodu na startovní rošt. Verstappen, jako vítěz kvalifikace, tedy závod oficiálně vyhrál. Šlo o velmi kontroverzní moment, neboť dle některých komentátorů nebyly naplněny podmínky pro udělování bodů, neboť nebylo odjeto dostatečné množství kol v závodním režimu.
Následoval závod ve Verstappenově domovském Nizozemí, který nakonec vyhrál a vrátil se do čela šampionátu. Z dalšího závodu v Itálii si odvezl dva body za druhé místo v kvalifikačním sprintu. Ze závodu odstoupil spolu s Lewisem Hamiltonem po vzájemné kolizi.
Ve zbylých osmi závodech sezóny se Verstappen umístil vždy na prvním nebo druhém místě, polovinu z nich vyhrál. Strhující podívanou přinesl předposlední závod v Saúdské Arábii, ve kterém došlo k několika incidentům mezi Verstappenem a Hamiltonem. Po sérii střetů, vzájemné kolizi a řadě časových trestů pro Verstappena závod vyhrál Hamilton právě před Verstappenem.
Do posledního závodu vstoupil jako lídr šampionátu, nicméně jeho soupeř Lewis Hamilton, do závodu vstupoval se stejným počtem bodů a o lídrovi šampionátu rozhodoval vyšší počet vítězství ve prospěch Verstappena. Hamiltonovi se povedl start a Verstappenovi ujížděl. Ten po vyhlášení "virtuálního safety caru" přešel na alternativní dvouzastávkovou strategii a pokusil se Hamiltona dostihnout na novějších pneumatikách. Rozestup se nicméně zmenšoval pomalu a Verstappen by Hamiltona nejspíš před koncem závodu nedojel. Pět kol před koncem závodu došlo k dalšímu incidentu. Latifi boural a na trať vyjel safety car. Verstappen zajel do boxů pro nejměkčí pneumatiky, Hamilton zůstal na čele. V posledním kole došlo k restartu závodu a Verstappen Hamiltona díky obrovské výhodě na straně pneumatik a smazání rozestupů mezi jezdci předjel.
Max Verstappen se tak stal poprvé v kariéře mistrem světa vozů Formule 1.
Stáj Mercedes podala bezprostředně po závodě dva protesty. Jeden se má týkat porušení pravidel ze strany vedení závodu. V závodě totiž nebylo umožněno všem vozům mimo pořadí předjet safety car. Druhý protest je pak vznesen přímo proti chování Verstappena za safety carem, podle Mercedesu totiž při restartu závodu Verstappen předjel Hamiltona ještě před safety car čárou, což není povoleno. Oba protesty byly nakonec zamítnuty, a tak Max Verstappen mistrem světa zůstává, formule 1 potom ředitele závodu Michaela Masiho odvolala.

#### 2022

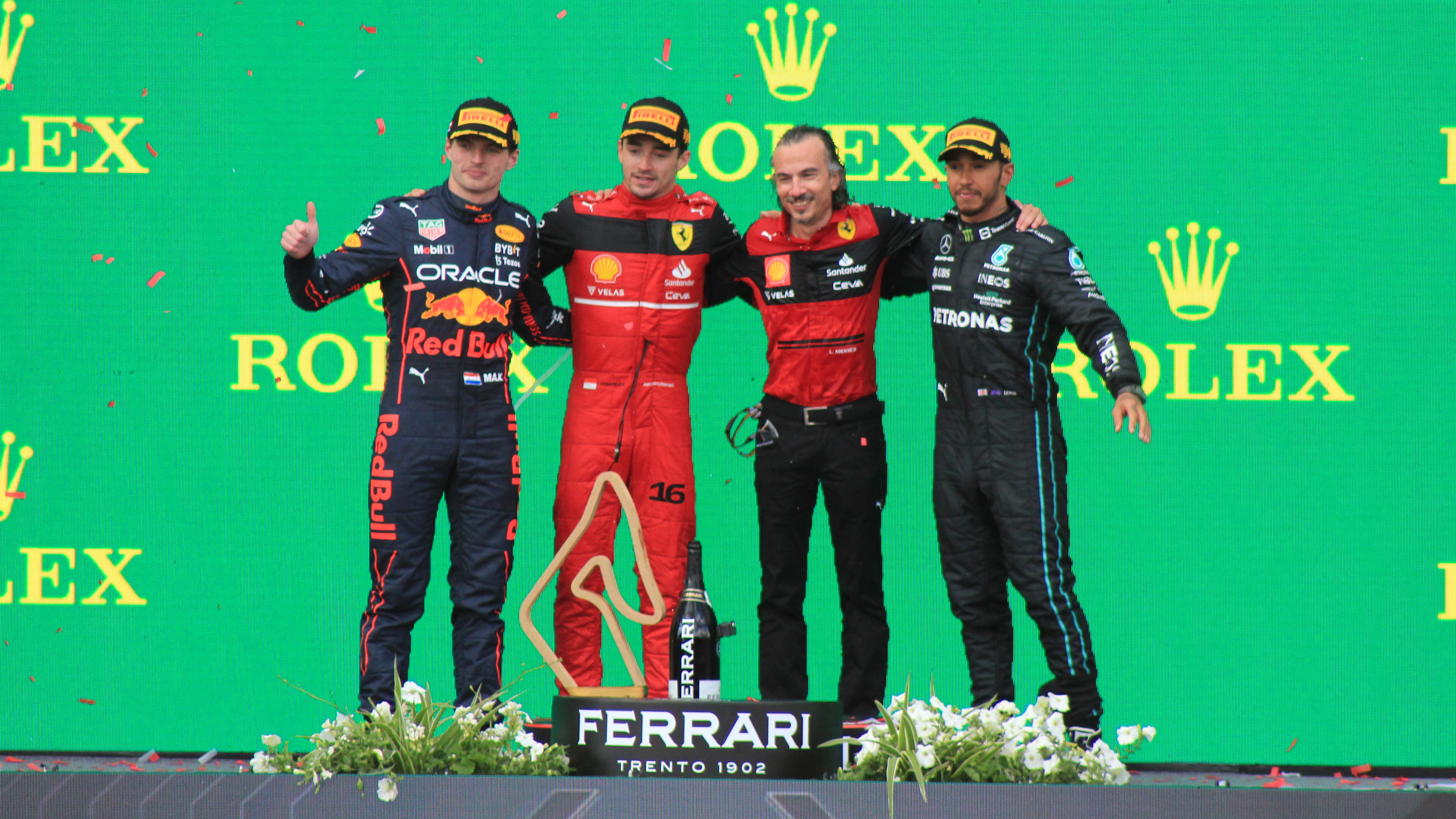
Verstappen na pódiu, kde skončil 2. v Grand Prix Rakouska

V březnu 2022 podepsal Verstappen pětileté prodloužení smlouvy s Red Bull Racingem až do roku 2028 a tím se stal nejlépe placeným jezdcem v F1. Hovoří se o částce kolem 1.3 miliardy korun (cca 52 860 000 €)
Verstappen zažil katastrofický start do sezony když v prvním závodě Velké ceně Bahrajnu musel ze závodu odstoupit kvůli problémům souvisejícími s palivovým systémem. Druhý závod Velkou cenu Saúdské Arábie vyhrál, ale následně ve třetím závodě Velké ceny Austrálie musel taky odstoupit kvůli stejným problémům jako v Bahrajnu. Díky tomu se jeho rival Charles Leclerc dostal do vedení Šampionátu o 46 bodů. Jeho comeback byl však neuvěřitelný, v pěti ze sedmi závodů zvítězil a dostal se tím do vedení šampionátu, s náskokem o 37 bodů před svým týmovým kolegou Sergiem Pérezem. Většinu sezóny ovládl, vyhrál 15 z 22 závodů a jeho druhý titul mistra světa si zajistil ve Velké ceně Japonska.

#### 2023

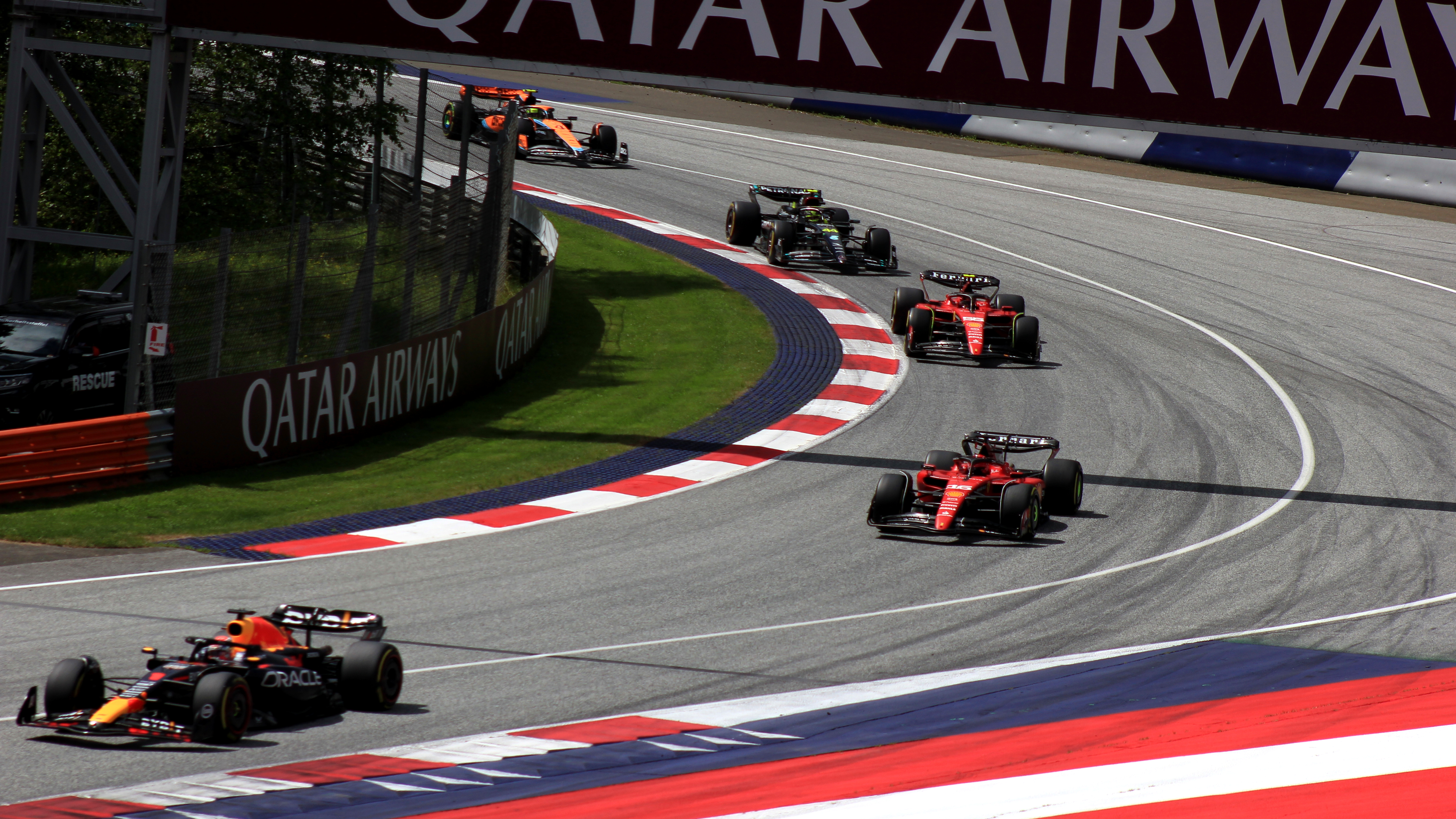
Verstappen ve vedení Grand Prix Rakouska

Sezóna 2023 byla pro Verstappena tou nejúspěšnější. Začátek sezóny představoval boj mezi Verstappenem a Pérezem. 1. závod v Bahrajnu a 3. závod v Austrálii vyhrál Verstappen, 2. závod v Saúdské Arábii a 4. závod v Ázerbájdžánu vyhrál Sergio Pérez. Zvrat přišel v Grand Prix Miami, kde Pérez získal pole, ale Verstappen, který startoval z 9. místa, dokázal vyhrát celý závod. Po Miami Verstappen vyhrál vyjma Grand Prix Singapuru (kterou vyhrál Carlos Sainz) všechny závody, celkem tedy zvítězil v 19 z 22 závodů a získal třetí titul mistra světa.

## Výsledky
| Legenda k tabulce | Legenda k tabulce                                                                       |
| Barva             | Výsledek                                                                                |
| ----------------- | --------------------------------------------------------------------------------------- |
| Zlatá             | Vítěz                                                                                   |
| Stříbrná          | 2. místo                                                                                |
| Bronzová          | 3. místo                                                                                |
| Zelená            | Bodované umístění                                                                       |
| Modrá             | Nebodované umístění                                                                     |
| Modrá             | Dokončil neklasifikován (NC)                                                            |
| Fialová           | Odstoupil (Ret)                                                                         |
| Červená           | Nekvalifikoval se (DNQ)                                                                 |
| Červená           | Nepředkvalifikoval se (DNPQ)                                                            |
| Černá             | Diskvalifikován (DSQ)                                                                   |
| Bílá              | Nestartoval (DNS)                                                                       |
| Bílá              | Závod zrušen (C)                                                                        |
| Světle modrá      | Pouze trénoval (PO)                                                                     |
| Světle modrá      | Páteční testovací jezdec (TD)                                                           |
| Bez barvy         | Netrénoval (DNP)                                                                        |
| Bez barvy         | Vyřazen (EX)                                                                            |
| Bez barvy         | Nepřijel (DNA)                                                                          |
| Bez barvy         | Odvolal účast (WD)                                                                      |
| Bez barvy         | Nezúčastnil se (prázdné)                                                                |
| Označení          | Význam                                                                                  |
| Tučnost           | Pole position                                                                           |
| Kurzíva           | Nejrychlejší kolo                                                                       |
| †                 | Jezdec nedojel do cíle, ale byl klasifikován, protože odjel více než 90 % délky závodu. |
| ‡                 | Byl udělován poloviční počet bodů, protože bylo odjeto méně než 75 % délky závodu.      |
| Horní index       | Umístění bodujících jezdců ve sprintu                                                   |

### Závodní kariéra
| Sezóna | Série                  | Tým                          | Závody | Vítězství | PP | NK | Pódia | Body  | Umístění  |
| ------ | ---------------------- | ---------------------------- | ------ | --------- | -- | -- | ----- | ----- | --------- |
| 2014   | Florida Winter Series  | —                            | 12     | 2         | 3  | 3  | 5     | —     | —         |
| 2014   | FIA European Formula 3 | Van Amersfoort Racing        | 33     | 10        | 7  | 7  | 16    | 411   | 3. místo  |
| 2014   | Grand Prix Macaa       | Van Amersfoort Racing        | 1      | 0         | 0  | 1  | 0     | —     | 7. místo  |
| 2014   | Zandvoort Masters      | Motopark                     | 1      | 1         | 1  | 0  | 1     | —     | 1. místo  |
| 2015   | Formule 1              | Scuderia Toro Rosso          | 19     | 0         | 0  | 0  | 0     | 49    | 12. místo |
| 2016   | Formule 1              | Scuderia Toro Rosso          | 4      | 0         | 0  | 0  | 0     | 204   | 5. místo  |
| 2016   | Formule 1              | Red Bull Racing              | 17     | 1         | 0  | 1  | 7     | 204   | 5. místo  |
| 2017   | Formule 1              | Red Bull Racing              | 20     | 2         | 0  | 1  | 4     | 168   | 6. místo  |
| 2018   | Formule 1              | Aston Martin Red Bull Racing | 21     | 2         | 0  | 2  | 11    | 249   | 4. místo  |
| 2019   | Formule 1              | Aston Martin Red Bull Racing | 21     | 3         | 2  | 3  | 9     | 278   | 3. místo  |
| 2020   | Formule 1              | Aston Martin Red Bull Racing | 17     | 2         | 1  | 3  | 11    | 214   | 3. místo  |
| 2021   | Formule 1              | Red Bull Racing Honda        | 22     | 10        | 10 | 6  | 18    | 395.5 | 1. místo  |
| 2022   | Formule 1              | Oracle Red Bull Racing       | 22     | 15        | 7  | 5  | 17    | 454   | 1. místo  |
| 2023   | Formule 1              | Oracle Red Bull Racing       | 22     | 19        | 12 | 9  | 21    | 575   | 1. místo  |
| 2024   | Formule 1              | Oracle Red Bull Racing       | 24     | 9         | 8  | 3  | 14    | 437   | 1. místo  |
| 2025   | Formule 1              | Oracle Red Bull Racing       | 14     | 2         | 4  | 1  | 5     | 187*  | 3. místo* |

### Kompletní výsledky ve Formuli 3
| Rok  | Tým                   | Motor      | 1         | 2       | 3       | 4         | 5         | 6       | 7       | 8         | 9         | 10        | 11       | 12      | 13    | 14      | 15      | 16    | 17      | 18      | 19      | 20        | 21      | 22      | 23      | 24       | 25    | 26        | 27    | 28        | 29    | 30      | 31    | 32      | 33      | Body | Pořadí   |
| ---- | --------------------- | ---------- | --------- | ------- | ------- | --------- | --------- | ------- | ------- | --------- | --------- | --------- | -------- | ------- | ----- | ------- | ------- | ----- | ------- | ------- | ------- | --------- | ------- | ------- | ------- | -------- | ----- | --------- | ----- | --------- | ----- | ------- | ----- | ------- | ------- | ---- | -------- |
| 2014 | Van Amersfoort Racing | Volkswagen | SIL 1 Ret | SIL 2 5 | SIL 3 2 | HOC 1 Ret | HOC 2 DNS | HOC 3 1 | PAU 1 3 | PAU 2 Ret | PAU 3 Ret | HUN 1 Ret | HUN 2 16 | HUN 3 4 | SPA 1 | SPA 2 1 | SPA 3 1 | NOR 1 | NOR 2 1 | NOR 3 1 | MSC 1 3 | MSC 2 Ret | MSC 3 2 | RBR 1 5 | RBR 2 4 | RBR 3 12 | NÜR 1 | NÜR 2 Ret | NÜR 3 | IMO 1 Ret | IMO 2 | IMO 3 1 | HOC 1 | HOC 2 5 | HOC 3 6 | 411  | 3. místo |

### Kompletní výsledky ve Formuli 1
| Rok  | Tým                          | Šasi                  | Motor                           | 1       | 2       | 3       | 4       | 5       | 6       | 7       | 8       | 9       | 10       | 11      | 12      | 13      | 14       | 15     | 16      | 17      | 18      | 19     | 20    | 21     | 22    | 23     | 24    | Body  | Umístění  |
| ---- | ---------------------------- | --------------------- | ------------------------------- | ------- | ------- | ------- | ------- | ------- | ------- | ------- | ------- | ------- | -------- | ------- | ------- | ------- | -------- | ------ | ------- | ------- | ------- | ------ | ----- | ------ | ----- | ------ | ----- | ----- | --------- |
| 2014 | Scuderia Toro Rosso          | Toro Rosso STR9       | Renault Energy F1-2014 1,6 V6 t | AUS     | MAL     | BHR     | CHN     | ESP     | MON     | CAN     | AUT     | GBR     | GER      | HUN     | BEL     | ITA     | SIN      | JPN TD | RUS     | USA TD  | BRA TD  | ABU    |       |        |       |        |       | –     | –         |
| 2015 | Scuderia Toro Rosso          | Toro Rosso STR10      | Renault Energy F1-2015 1,6 V6 t | AUS Ret | MAL 7   | CHN 17† | BHR Ret | ESP 11  | MON Ret | CAN 15  | AUT 8   | GBR Ret | HUN 4    | BEL 8   | ITA 12  | SIN 8   | JPN 9    | RUS 10 | USA 4   | MEX 9   | BRA 9   | ABU 16 |       |        |       |        |       | 49    | 12. místo |
| 2016 | Scuderia Toro Rosso          | Toro Rosso STR11      | Ferrari 060 1,6 V6 t            | AUS 10  | BHR 6   | CHN 8   | RUS Ret |         |         |         |         |         |          |         |         |         |          |        |         |         |         |        |       |        |       |        |       | 204   | 5. místo  |
| 2016 | Red Bull Racing              | Red Bull RB12         | Renault TAG Heuer 1,6 V6 t      |         |         |         |         | ESP 1   | MON Ret | CAN 4   | EUR 8   | AUT 2   | GBR 2    | HUN 5   | GER 3   | BEL 11  | ITA 7    | SIN 6  | MAL 2   | JPN 2   | USA Ret | MEX 4  | BRA 3 | ABU 4  |       |        |       | 204   | 5. místo  |
| 2017 | Red Bull Racing              | Red Bull RB13         | Renault TAG Heuer 1,6 V6 t      | AUS 5   | CHN 3   | BHR Ret | RUS 5   | ESP Ret | MON 5   | CAN Ret | AZE Ret | AUT Ret | GBR 4    | HUN 5   | BEL Ret | ITA 10  | SIN Ret  | MAL 1  | JPN 2   | USA 4   | MEX 1   | BRA 5  | ABU 5 |        |       |        |       | 168   | 6. místo  |
| 2018 | Aston Martin Red Bull Racing | Red Bull Racing RB14  | Renault TAG Heuer 1,6 V6 t      | AUS 6   | BHR Ret | CHN 5   | AZE Ret | ESP 3   | MON 9   | CAN 3   | FRA 2   | AUT 1   | GBR 15†  | GER 4   | HUN Ret | BEL 3   | ITA 5    | SIN 2  | RUS 5   | JPN 3   | USA 2   | MEX 1  | BRA 2 | ABU 3  |       |        |       | 249   | 4. místo  |
| 2019 | Aston Martin Red Bull Racing | Red Bull Racing RB15  | Honda RA619H 1,6 V6 t           | AUS 3   | BHR 4   | CHN 4   | AZE 4   | ESP 3   | MON 4   | CAN 5   | FRA 4   | AUT 1   | GBR 5    | GER 1   | HUN 2   | BEL Ret | ITA 8    | SIN 3  | RUS 4   | JPN Ret | MEX 6   | USA 3  | BRA 1 | ABU 2  |       |        |       | 278   | 3. místo  |
| 2020 | Aston Martin Red Bull Racing | Red Bull Racing RB16  | Honda RA620H 1,6 V6 t           | AUT Ret | STY 3   | HUN 2   | GBR 2   | 70A 1   | ESP 2   | BEL 3   | ITA Ret | TUS Ret | RUS 2    | EIF 2   | POR 3   | EMI Ret | TUR 6    | BHR 2  | SKR Ret | ABU 1   |         |        |       |        |       |        |       | 214   | 3. místo  |
| 2021 | Red Bull Racing Honda        | Red Bull Racing RB16B | Honda RA621H 1,6 V6 t           | BHR 2   | EMI 1   | POR 2   | ESP 2   | MON 1   | AZE 18† | FRA 1   | STY 1   | AUT 1   | GBR Ret1 | HUN 9   | BEL 1‡  | NED 1   | ITA Ret2 | RUS 2  | TUR 2   | USA 1   | MXC 1   | SAP 2  | QAT 2 | SAU 2  | ABU 1 |        |       | 395,5 | 1. místo  |
| 2022 | Oracle Red Bull Racing       | Red Bull RB18         | Red Bull RBPTH001 1,6 V6 t      | BHR 19† | SAU 1   | AUS Ret | EMI 1   | MIA 1   | ESP 1   | MON 3   | AZE 1   | CAN 1   | GBR 7    | AUT 21  | FRA 1   | HUN 1   | BEL 1    | NED 1  | ITA 1   | SIN 7   | JPN 1   | USA 1  | MXC 1 | SAP 64 | ABU 1 |        |       | 454   | 1. místo  |
| 2023 | Oracle Red Bull Racing       | Red Bull RB19         | Honda RBPTH001 1,6 V6 t         | BHR 1   | SAU 2   | AUS 1   | AZE 23  | MIA 1   | MON 1   | ESP 1   | CAN 1   | AUT 1   | GBR 1    | HUN 1   | BEL 1   | NED 1   | ITA 1    | SIN 5  | JPN 1   | QAT 12  | USA 1   | MXC 1  | SAP 1 | LVG 1  | ABU 1 |        |       | 575   | 1. místo  |
| 2024 | Oracle Red Bull Racing       | Red Bull RB20         | Honda RBPTH002 1,6 V6 t         | BHR 1   | SAU 1   | AUS Ret | JPN 1   | CHN 1   | MIA 21  | EMI 1   | MON 6   | CAN 1   | ESP 1    | AUT 51  | GBR 2   | HUN 5   | BEL 4    | NED 2  | ITA 6   | AZE 5   | SIN 2   | USA 31 | MXC 6 | SAP 14 | LVG 5 | QAT 18 | ABU 6 | 437   | 1. místo  |
| 2025 | Oracle Red Bull Racing       | Red Bull RB21         | Honda RBPTH003 1,6 V6 t         | AUS 2   | CHN 43  | JPN 1   | BHR 6   | SAU 2   | MIA 4   | EMI 1   | MON 4   | ESP 10  | CAN 2    | AUT Ret | GBR 5   | BEL 41  | HUN 9    | NED    | ITA     | AZE     | SIN     | USA    | MXC   | SAP    | LVG   | QAT    | ABU   | 187*  | 3. místo* |